# Out of Touch
«Out of Touch» — песня американского дуэта Hall & Oates, выпущенная 4 октября 1984 года лейблом RCA с их 12-го альбома Big Bam Boom, достигшая первого места в хит-параде Billboard Hot 100 в США.

## История
Сингл достиг позиции № 1 в американском основном хит-параде Billboard Hot 100 (последний шестой чарттоппер дуэта в США) и оставался на его вершине две недели.
Он стал 14-м подряд хитом дуэта, вошедшим в top-40 с 1980 года.

## Чарты

### Еженедельные чарты
| Чарт (1984—1985)                      | Высшая позиция |
| ------------------------------------- | -------------- |
| Австралия (Kent Music Report)         | 11             |
| Бельгия/Фландрия (Ultratop 50)        | 18             |
| Canada Top Singles (The Record)       | 4              |
| Canada Top Singles (RPM)              | 5              |
| Германия (GfK)                        | 15             |
| Нидерланды (Single Top 100)           | 33             |
| Новая Зеландия (Recorded Music NZ)    | 27             |
| Швеция (Sverigetopplistan)            | 20             |
| Великобритания (OCC UK Singles)       | 48             |
| США (Billboard Hot 100)               | 1              |
| США (Billboard Adult Contemporary)    | 8              |
| США (Billboard Dance Club Songs)      | 1              |
| США (Billboard Hot R&B/Hip-Hop Songs) | 24             |
| США (Billboard Mainstream Rock)       | 18             |

### Годовые итоговые чарты
| Чарт (1984)              | Позиция |
| ------------------------ | ------- |
| Canada Top Singles (RPM) | 47      |

| Чарт (1985)          | Позиция |
| -------------------- | ------- |
| US Billboard Hot 100 | 6       |

## Версия Uniting Nations
Самая успешная кавер-версия песни «Out of Touch» была записана британской группой Uniting Nations в 2004 году, которая в итоге стала высшим достижением во всей их карьере. Песня в их версии достигла позиции № 7 в английском хит-параде UK Singles Chart и оставалась в чарте top-75 в течение 21 недели. В записи участвовал вокалист и сессионный музыкант Джин Уайлд.

### Музыкальное видео
Музыкальное видео со стрип-покером на раздевание проигравшего было снято с участием актёров Paul Spicer, Charleene Rena, Hayley-Marie Coppin, Sophie Lovell Anderson и других.

### Список треков
Виниловый сингл 12" включал треки:
1. (A1) «Out of Touch» (Extended Mix) — 6:16
2. (A2) «Out of Touch» (Hardfaze Remix) — 7:55
3. (B1) «Out of Touch» (Skylab Remix) — 7:03
4. (B2) «Out of Touch» (Tyrell Remix) — 6:50

CD-релиз, выпущенный в Великобритании включал треки:
1. «Out of Touch» (Radio Mix) — 2:36
2. «Out of Touch» (Extended Mix) — 6:15
3. «Out of Touch» (Skylab Remix) — 7:03
4. «Out of Touch» (Tyrrell Remix) — 6:50
5. «Out of Touch» (The Vanden Plas Remix) — 7:20
6. «Out of Touch» (Paul Roberts Remix) — 5:55
7. «Out of Touch» (video)

### Еженедельные
| Чарт (2004-05)                      | Высшая позиция |
| ----------------------------------- | -------------- |
| Австралия (ARIA)                    | 41             |
| Австрия (Ö3 Austria Top 40)         | 68             |
| Бельгия/Фландрия (Ultratop 50)      | 23             |
| Финляндия (Suomen virallinen lista) | 9              |
| Германия (GfK)                      | 27             |
| Ireland (IRMA)                      | 5              |
| Нидерланды (Dutch Top 40)           | 9              |
| Норвегия (VG-lista)                 | 8              |
| Poland (Polish Airplay Charts)      | 2              |
| Romania (Romanian Top 100)          | 1              |
| Шотландия (OCC Scotland)            | 8              |
| Швеция (Sverigetopplistan)          | 26             |
| Швейцария (Schweizer Hitparade)     | 74             |
| Великобритания (OCC UK Singles)     | 7              |

### Итоговые годовые чарты
| Чарт (2005)                | Ранг |
| -------------------------- | ---- |
| Romania (Romanian Top 100) | 1    |